# Servicios y Transportes OPD
Servicios y Transporte OPD fue una empresa paraestatal cuya función es el transporte público en la ciudad de Guadalajara, México y algunos de los municipios conurbados. Actualmente presta servicio a través de rutas urbanas y suburbanas conectando a la ciudad con los municipios de Zapopan, Guadalajara, Tlaquepaque y Tonalá.

## Historia
A lo largo de su historia, la empresa ha tenido diversos cambios
La empresa nace oficialmente el día 23 de julio de 1941 bajo el nombre de Unión de Permisionarios A.C.
1990
1999 Huelga
2008
2013

## Rutas
En la actualidad, SyT cuenta con 24 rutas, 22 en Ruta Empresa y 2 laborando en el antiguo modelo:
| Rutas        |                    |            |
| Ruta         | Origen             | Destino    |
| 1 Santa Cruz | Cofradía de La Luz | Las Cuatas |

| Rutas Troncales           |                   |                      |
| Ruta                      | Origen            | Destino              |
| T15 Dos Templos (231)     | Cerro de La Reina | Colonia La Coronilla |
| T15 Hospital Civil (231)  | Cerro de La Reina | Colonia La Coronilla |
| T15-1 Central Nueva (231) | Cerro de La Reina | Colonia La Coronilla |
| T16-B (275-F)             | Nextipac          | Zapopan Centro       |
| T16B-1 (275-F Ángeles)    | Santa Lucía       | Zapopan Centro       |

| Complementarias de Troncal     |                        |                                |
| Ruta                           | Origen                 | Destino                        |
| T15-C04 (275-B La Villa)       | San José EL 15         | Colonia Villa de Guadalupe     |
| T15-C05 (275-B Higueras)       | Colonia La Higuera     | Guadalajara Centro             |
| T15-C06 Dos Templos (231-A)    | Mesa Colorada Poniente | Guadalajara Centro (2 Templos) |
| T15-C06 Hospital Civil (231-C) | Mesa de los Ocotes     | Guadalajara Centro             |
| T16A-C01 Tréboles (163)        | Tréboles Residencial   | Estación Plaza Patria L3       |
| T16A-C01 Valle (163)           | Valle de Los Molinos   | Estación Plaza Patria L3       |
| T16A-C01 Vía Corta (163)       | Tréboles Residencial   | Valle de los Molinos           |
| T16B-C01 (275-C Conos)         | Prados Santa Lucía     | Estación Plaza Patria L3       |
| T16B-C02 (13)                  | El Húmedo de Nextipac  | Estación Periférico Norte L1   |
| T19-C05 (368)                  | Residencial Poniente   | Preparatoria Tonalá Norte UdeG |

| Rutas Complementarias        |                                |                                |
| Ruta                         | Origen                         | Destino                        |
| C72 (170-B)                  | Balneario Cañón de las Flores  | Atemajac                       |
| C88 (161)                    | Crucero de Huaxtla             | Estación Mercado del Mar L3    |
| C88 Mirador del Bosque (161) | Mirador del Bosque             | Estación Mercado del Mar L3    |
| C89 (162)                    | Copala                         | Zapopan Centro                 |
| C90 (165)                    | San Francisco de Ixcatán       | La Normal de Jalisco           |
| C91 (166)                    | San Miguel de Tateposco        | La Normal de Jalisco           |
| C92 (167 Los Camachos)       | San Francisco de Ixcatán       | La Normal de Jalisco           |
| C93 (168)                    | Colonia San Joaquín            | Matatlán                       |
| C94 (169)                    | Poblado del Tempisque          | La Normal de Jalisco           |
| C95 (172)                    | Fraccionamiento Los Molinos    | Zapopan Centro                 |
| C96 Cofradía (275-B)         | Colonia La Cofradía            | Guadalajara Centro (2 Templos) |
| C96 Santibáñez (275-B)       | Colonia Los Santibáñez         | Guadalajara Centro (2 Templos) |
| C97-V1 (275-B San Martín)    | San José El 15                 | Guadalajara Centro             |
| C97-V2 (275-B Capilla)       | San José El 15                 | Guadalajara Centro             |
| C98-1 (368 Cima Serena)      | Cima Serena                    | Est. Central de Autobuses L3   |
| C108 (371)                   | Colonia San Joaquín (Circuito) | Plaza del Sol (Circuito)       |
| C135 (24)                    | Santa Ana Tepetitlán           | Nuevo México                   |

| Rutas que ya no operan   |                                     |                                            |
| Ruta                     | Origen                              | Destino                                    |
| 26                       | Residencial Poniente                | La Tijera                                  |
| 70                       | Santa Rosa del Valle                | San Miguel de Huentitán                    |
| 70-B                     | Santa Rosa del Valle                | San Miguel de Huentitán                    |
| 102                      | Colonia San Pedrito                 | Guadalajara Centro (Miguel Blanco y Pavo)  |
| 102-A                    | Colonia Altamira                    | Guadalajara Centro (Miguel Blanco y Pavo)  |
| 102-B                    | Los Santibáñez                      | Guadalajara Centro (Miguel Blanco y Pavo)  |
| 103                      | Colonia Altamira                    | San Martín de Las Flores                   |
| 103-A                    | El Vado                             | San Martín de Las Flores                   |
| 160                      | Zapopan Centro                      | Nextipac                                   |
| 164                      | Zapopan Centro                      | San Juan de Ocotán                         |
| 231-B                    | Colonia Lomas del Camichín          | La Tuzania                                 |
| 231-D                    | Colonia Altamira                    | Colonia Lomas del Refugio                  |
| 275                      | Cerro de La Reina                   | Plaza Revolución                           |
| 275-A Central Vieja      | Colonia Santa Paula                 | Plan de San Luis y Circunvalación          |
| 275-A Revolución Directo | Colonia Santa Paula                 | Plan de San Luis y Circunvalación          |
| 275-D                    | Residencial Poniente                | Guadalajara Centro (Mercado Corona)        |
| 275-E                    | Jardines de Nuevo México (La Chory) | Guadalajara Centro (Mercado Corona)        |
| 350                      | Residencial Poniente                | Centro Médico de Occidente IMSS (Circuito) |
| 373                      | Jardines de San Francisco           | Estadio Jalisco (Circuito)                 |